# Station Wijgmaal
Station Wijgmaal is een spoorwegstation in Wijgmaal, een deelgemeente van de stad Leuven op spoorlijn 53 (Schellebelle - Leuven). Het is nu een stopplaats.
Het vervallen stationsgebouw, al jaren een doorn in het oog van de plaatselijke bevolking, krijgt een nieuwe bestemming. De stad Leuven gaat de ruïne aan het spoor samen met Dialoog vzw verbouwen tot een ecohuis met kantoorruimte, een café en vergaderruimte voor verenigingen en buurtbewoners. Het café in het stationsgebouw zal overdag worden uitgebaat door vzw Begeleid Wonen en 's avonds en de weekends door een alliantie van geëngageerde buurtbewoners.

## Geschiedenis
Het station werd op 7 augustus 1864 geopend door de Staatsspoorwegen. Bij de opening heette het station Herent naar de gemeente waarin het station lag. Op 1 januari 1867 werd de naam veranderd in Wygmael station, nadat er plannen gemaakt waren om in Herent een station te openen. Wanneer Wijgmaal zijn naam veranderde van Wygmael naar Wijgmaal is het station zijn naam mee veranderd naar Wijgmaal.
Het stationsgebouw is van het type 1881 en staat er sinds 1888. In april 2010 geraakte bekend dat er instortingsgevaar dreigde. Een voorbijganger zag het dak naar beneden zakken en verwittigde de brandweer. Die zette het pand af en verwijderde preventief twee schoorstenen.

## Treindienst
| Serie       | Treinsoort          | Route                                                               | Bijzonderheden                                                               |
| ----------- | ------------------- | ------------------------------------------------------------------- | ---------------------------------------------------------------------------- |
| IC 21       | Intercity (NMBS)    | Gent-Sint-Pieters – Mechelen – Wijgmaal – Leuven                    | Rijdt in het weekend Mechelen - Leuven.                                      |
| L 2750      | L-trein (NMBS)      | Leuven – Wijgmaal – Mechelen – Sint-Niklaas                         | Rijdt in het weekend enkel tussen Mechelen en Sint-Niklaas.                  |
| P 7090/8090 | Piekuurtrein (NMBS) | [ Sint-Niklaas – ] / [ Dendermonde – ] Mechelen – Wijgmaal – Leuven | Rijdt alleen op werkdagen. Een trein van Dendermonde naar Gent-Sint-Pieters. |
| P 7390/8390 | Piekuurtrein (NMBS) | [ Sint-Niklaas – ] / [ Dendermonde – ] Mechelen – Wijgmaal – Leuven | Rijdt alleen op werkdagen.                                                   |

## Parking
Er is is een gratis parking voor zowel auto's als fietsen.

## Galerij

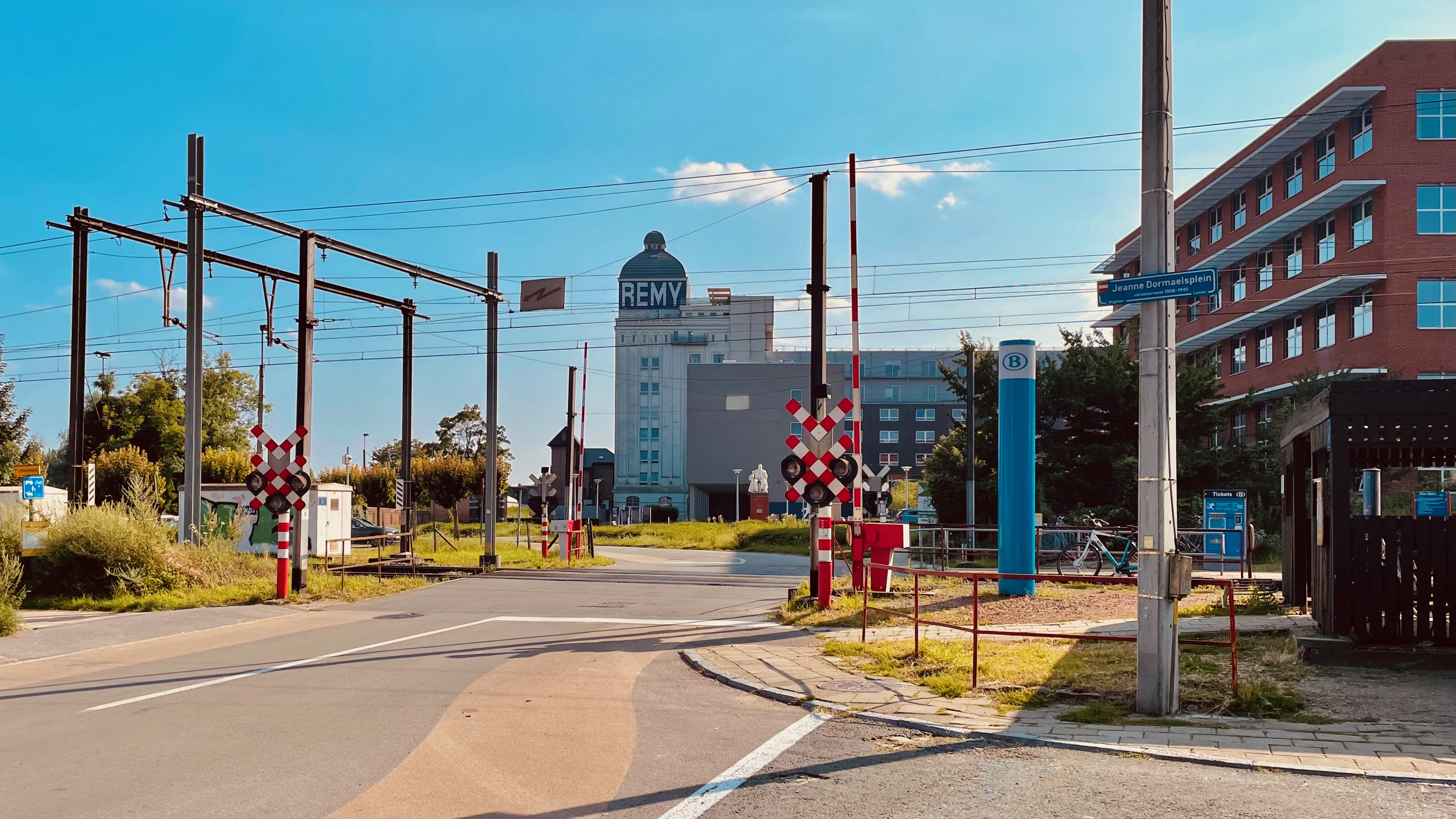
Overweg aan het station
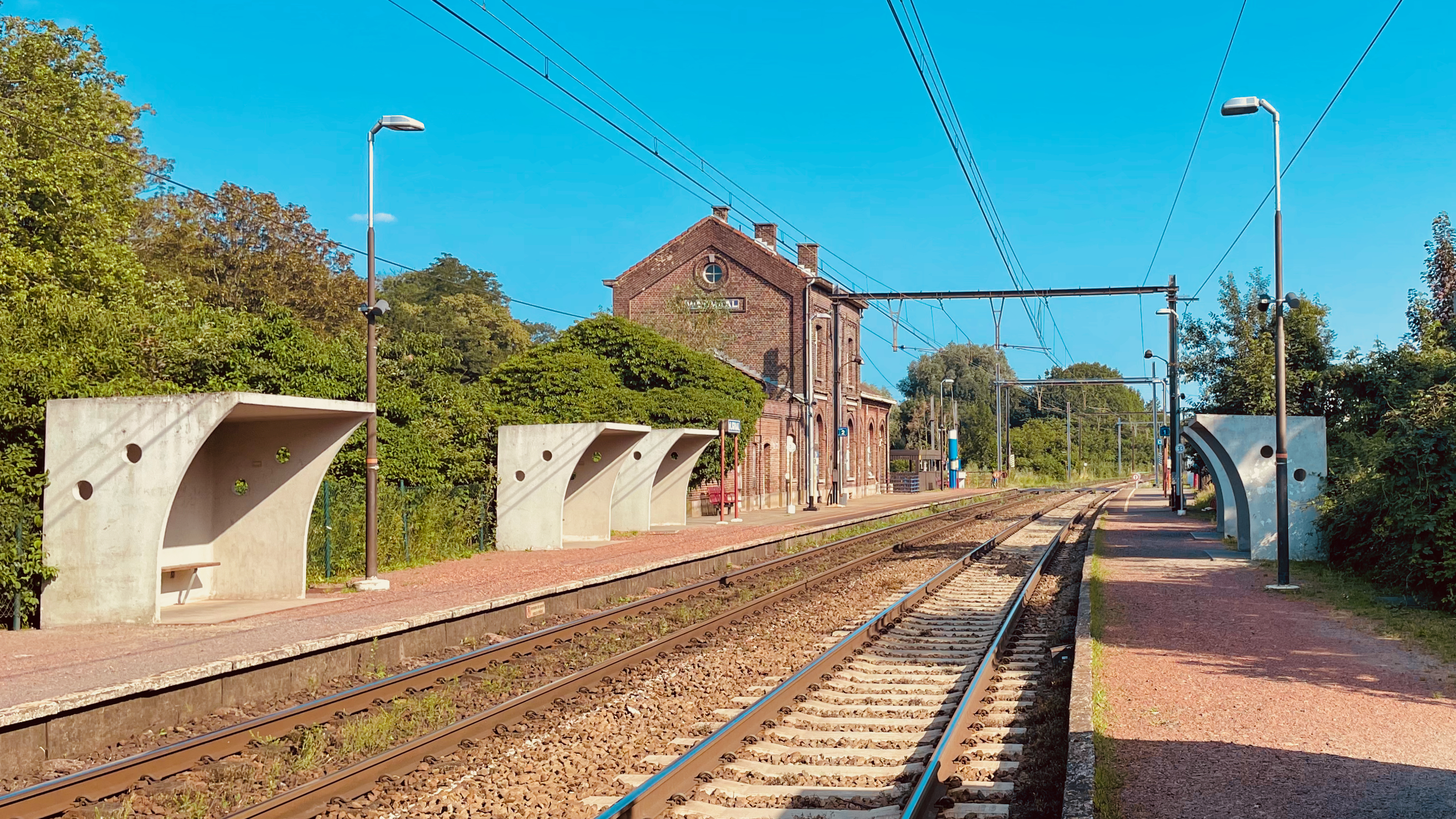
Zicht op de perrons
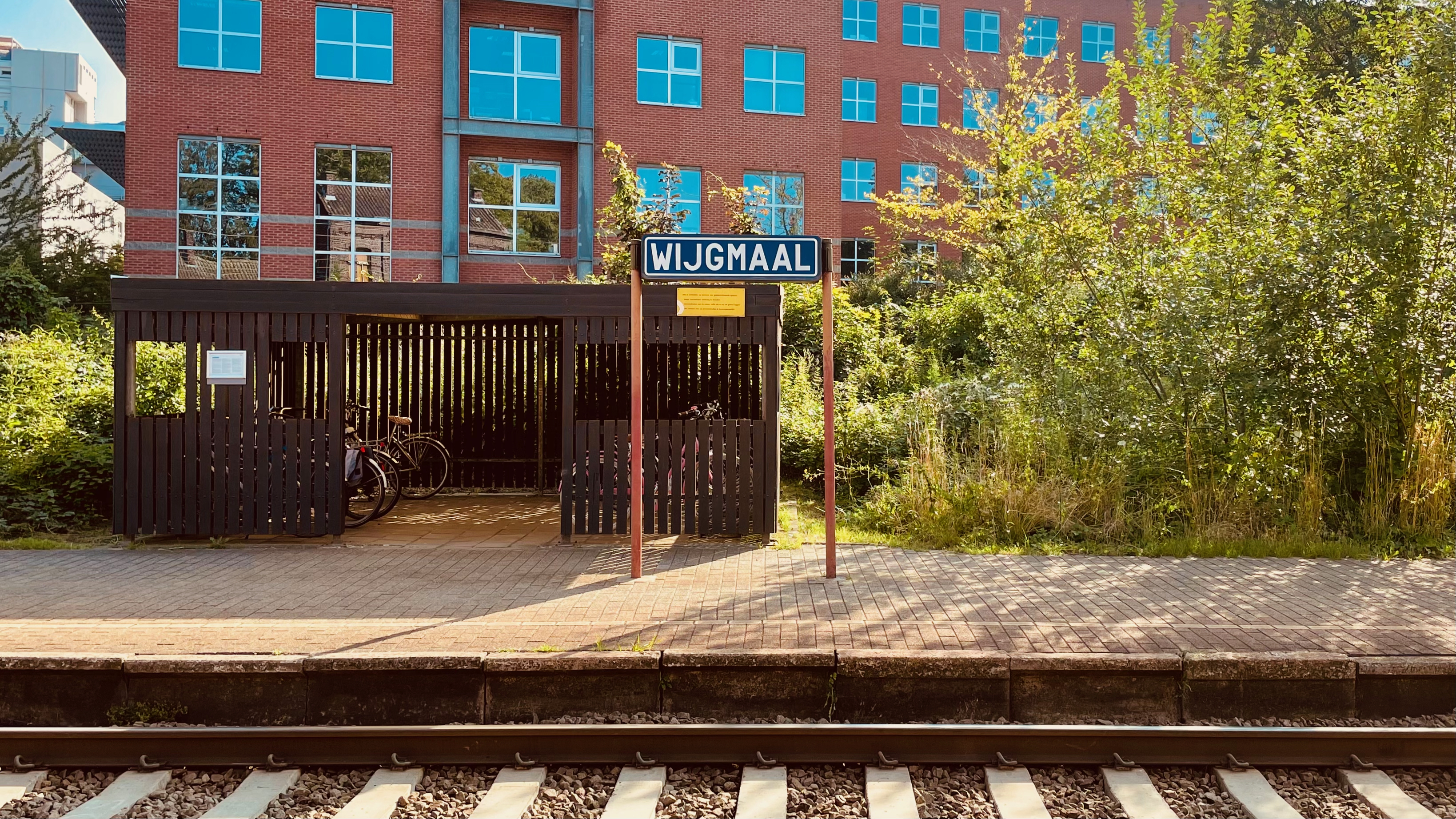
Plaatsnaambord
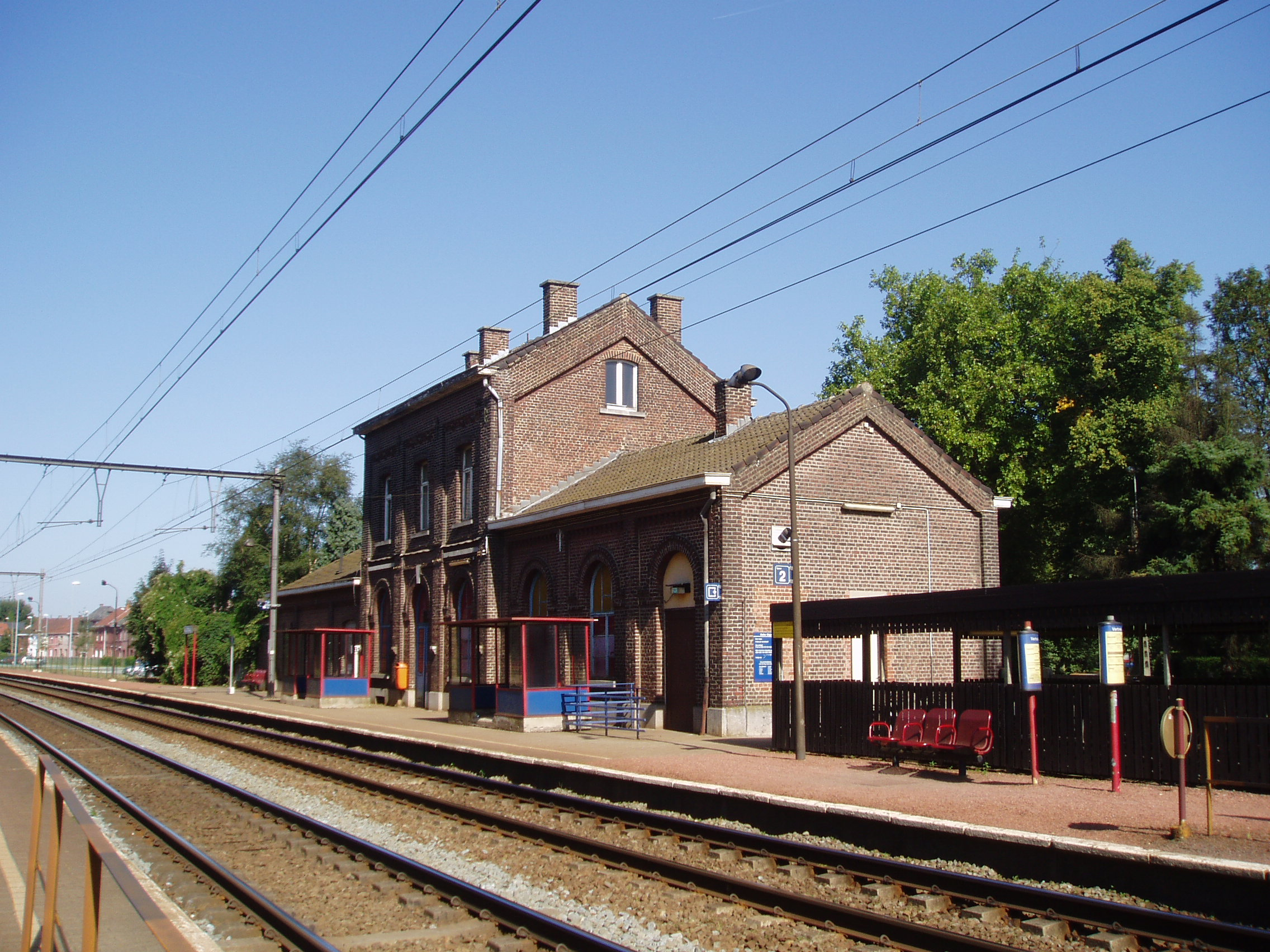
Station Wijgmaal in 2006
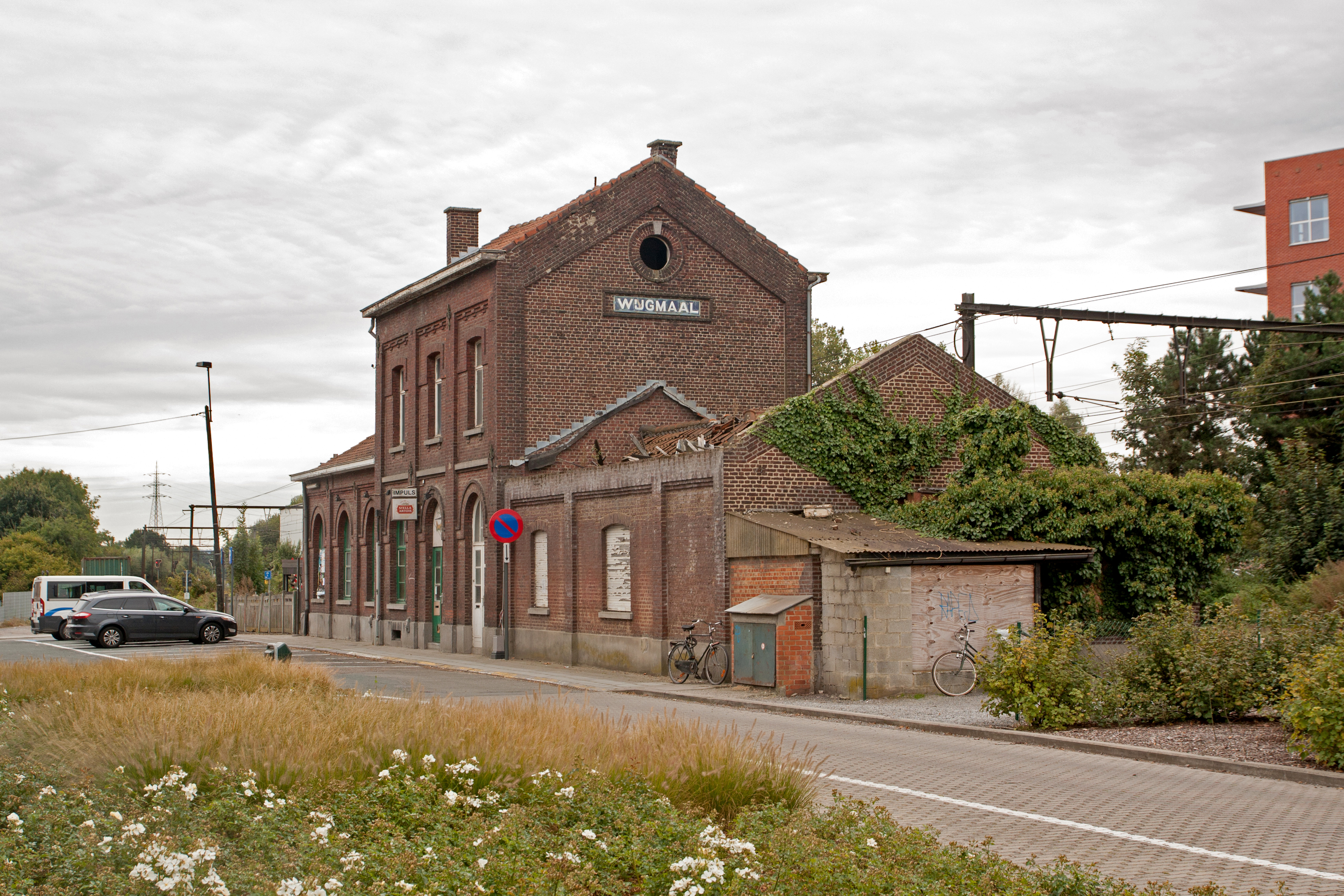
Station Wijgmaal in 2012 met kapot dak

## Reizigerstellingen
De grafiek en tabel geven het gemiddeld aantal instappende reizigers weer op een week-, zater- en zondag.
| Tabel: aantal instappende reizigers station Wijgmaal | Tabel: aantal instappende reizigers station Wijgmaal | Tabel: aantal instappende reizigers station Wijgmaal | Tabel: aantal instappende reizigers station Wijgmaal |
|                                                      | Weekdag                                              | Zaterdag                                             | Zondag                                               |
| ---------------------------------------------------- | ---------------------------------------------------- | ---------------------------------------------------- | ---------------------------------------------------- |
| 1977                                                 | 429                                                  | 101                                                  | 32                                                   |
| 1978                                                 | 456                                                  | 36                                                   | 25                                                   |
| 1979                                                 | 431                                                  | 45                                                   | 28                                                   |
| 1980                                                 | 442                                                  | 56                                                   | 23                                                   |
| 1981                                                 | 481                                                  | 60                                                   | 34                                                   |
| 1982                                                 | 365                                                  | 46                                                   | 27                                                   |
| 1983                                                 | 248                                                  | 24                                                   | 20                                                   |
| 1984                                                 | 304                                                  | 47                                                   | 26                                                   |
| 1985                                                 | 247                                                  | 24                                                   | 23                                                   |
| 1986                                                 | 195                                                  | 30                                                   | 15                                                   |
| 1987                                                 | 256                                                  | 27                                                   | 21                                                   |
| 1988                                                 | 259                                                  | 26                                                   | 26                                                   |
| 1989                                                 | 194                                                  | 26                                                   | 16                                                   |
| 1990                                                 | 217                                                  | 28                                                   | 14                                                   |
| 1991                                                 | 196                                                  | 11                                                   | 13                                                   |
| 1992                                                 | 176                                                  | 24                                                   | 23                                                   |
| 1993                                                 | 196                                                  | 22                                                   | 14                                                   |
| 1994                                                 | 177                                                  | -                                                    | -                                                    |
| 1995                                                 | 157                                                  | -                                                    | -                                                    |
| 1996                                                 | 201                                                  | -                                                    | -                                                    |
| 1997                                                 | 199                                                  | -                                                    | -                                                    |
| 1998                                                 | 211                                                  | -                                                    | -                                                    |
| 1999                                                 | 165                                                  | -                                                    | -                                                    |
| 2000                                                 | 219                                                  | -                                                    | -                                                    |
| 2001                                                 | 328                                                  | -                                                    | -                                                    |
| 2002                                                 | 242                                                  | -                                                    | -                                                    |
| 2003                                                 | 228                                                  | -                                                    | -                                                    |
| 2004                                                 | 351                                                  | -                                                    | -                                                    |
| 2005                                                 | 292                                                  | 31                                                   | 34                                                   |
| 2006                                                 | 307                                                  | 50                                                   | 80                                                   |
| 2007                                                 | 309                                                  | 66                                                   | 50                                                   |
| 2008                                                 | -                                                    | -                                                    | -                                                    |
| 2009                                                 | 359                                                  | 74                                                   | 54                                                   |
| 2010                                                 | -                                                    | -                                                    | -                                                    |
| 2011                                                 | -                                                    | -                                                    | -                                                    |
| 2012                                                 | 402                                                  | 110                                                  | 86                                                   |
| 2013                                                 | 418                                                  | 108                                                  | 78                                                   |
| 2014                                                 | 500                                                  | 95                                                   | 93                                                   |
| 2015                                                 | 445                                                  | 76                                                   | 81                                                   |
| 2016                                                 | 475                                                  | -                                                    | 17                                                   |
| 2017                                                 | 494                                                  | 98                                                   | 90                                                   |
| 2018                                                 | 506                                                  | 140                                                  | 102                                                  |
| 2019                                                 | 640                                                  | 126                                                  | 115                                                  |
| 2020                                                 | 306                                                  | 47                                                   | 46                                                   |
| 2021                                                 | -                                                    | -                                                    | -                                                    |
| 2022                                                 | 607                                                  | 176                                                  | 161                                                  |
| 2023                                                 | 570                                                  | 184                                                  | 191                                                  |
| 2024                                                 | 618                                                  | 145                                                  | 126                                                  |

Heverlee ·
Leuven ·
Leuven-Vorming ·
Putkapel ·
Wakkerzeelsesteenweg ·
Wijgmaal
0,0: Schellebelle ·
2,8: Wichelen ·
5,8: Schoonaarde ·
9,7: Oudegem ·
12,5: Dendermonde ·
16,2: Baasrode-Zuid ·
18,2: Koude Haard ·
19,6: Buggenhout ·
21,6: Malderen ·
23,3: Molenheide ·
26,4: Londerzeel ·
28,2: Londerzeel-Oost ·
29,0: Ramsdonk ·
31,0: Kapelle-op-den-Bos ·
34,9: Heike ·
36,6: Hombeek ·
38,8: Brusselsesteenweg ·
39,6: Mechelen ·
42,6: Muizen ·
44,5: Hever ·
46,2: Biststraat ·
48,1: Boortmeerbeek ·
51,4: Haacht ·
52,5: Wespelaar-Heike ·
53,4: Wespelaar-Tildonk ·
55,8: Hambos ·
58,3: Wakkerzeelsesteenweg ·
59,4: Wijgmaal ·
64,1: Leuven